# Драшкова поляна
Дра̀шкова поля̀на е село в Северна България. То се намира в община Априлци, област Ловеч.

## География
Драшкова поляна е село в Северна България. То се намира в община Априлци, област Ловеч. На 13 км от селото се намира град Априлци, на 39 км е Ловеч.

## Население
Численост и дял на етническите групи според преброяването на населението през 2011 г.:
|                     | Численост | Дял (в %) |
| Общо                | 85        | 100,00    |
| Българи             | 85        | 100,00    |
| Турци               | 0         | 0,00      |
| Цигани              | 0         | 0,00      |
| Други               | 0         | 0,00      |
| Не се самоопределят | 0         | 0,00      |
| Неотговорили        | 0         | 0,00      |

## Други
Населението в селото е 89 жители.